# Vincent Riou

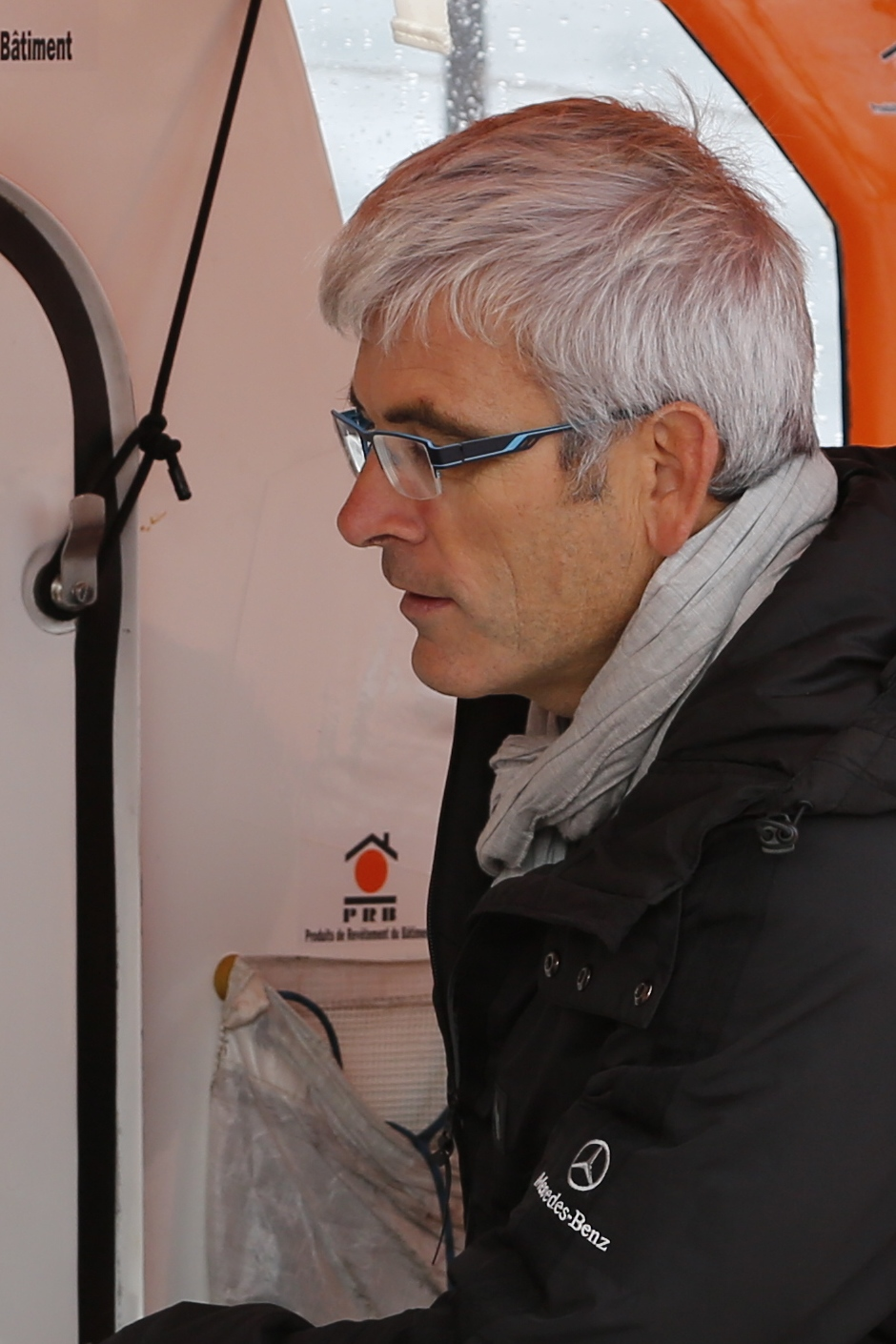
Vincent Riou bei der Transat Jacques Vabre 2013

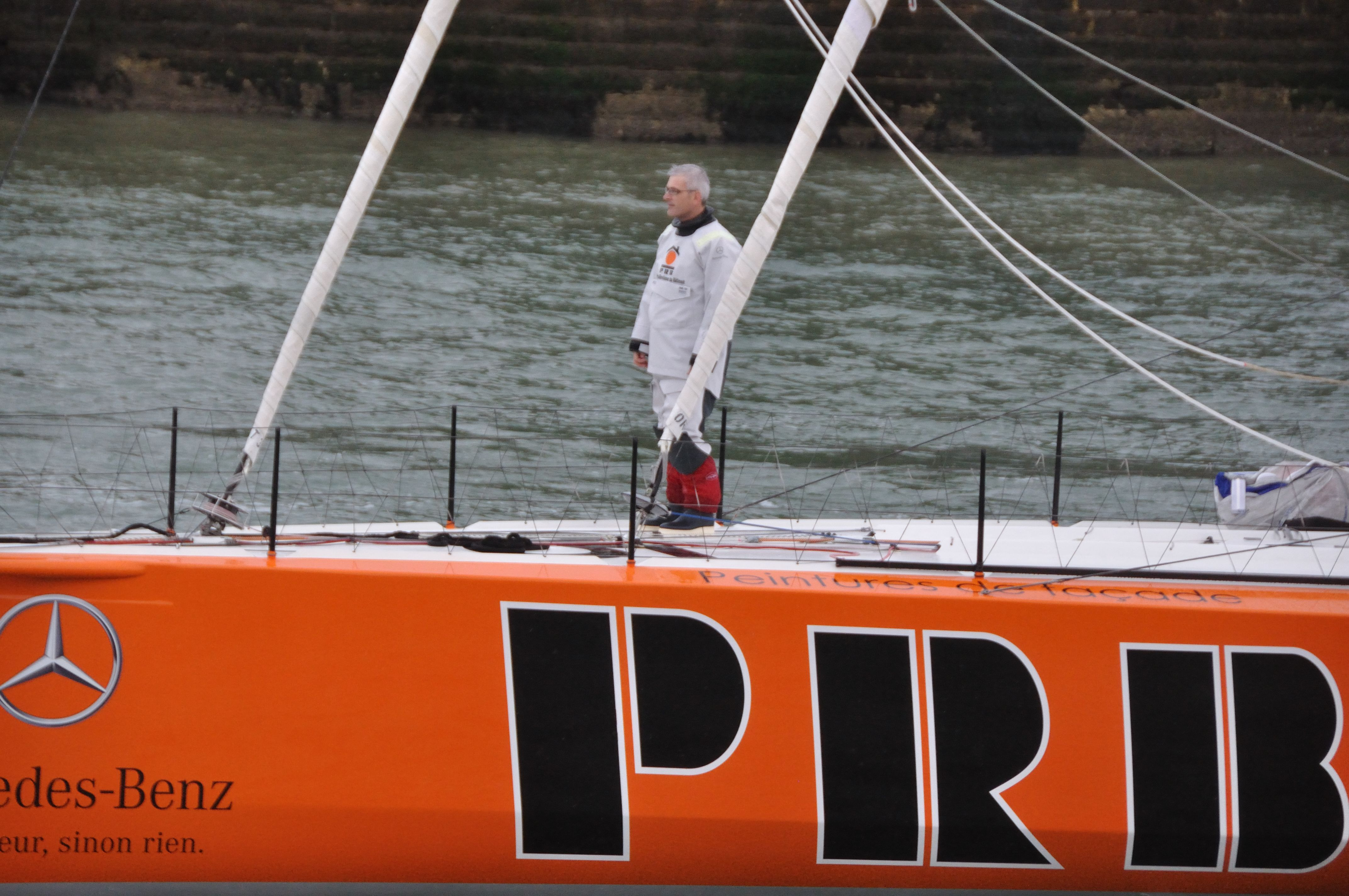
Riou auf PRB bei der Vendée Globe 2012/13

Vincent Riou (* 9. Januar 1972 in Pont-l’Abbé, Bretagne, Frankreich) ist ein französischer Profisegler, der vor allem durch Hochseeregattaerfolge berühmt geworden ist. Sein größter Erfolg war 2004/05 der Sieg in der Einhand-Weltumsegelung Vendée Globe, woraufhin er 2005 von der Fédération française de voile zum Segler des Jahres (Marin de l’année) gekürt wurde.

## Leben und wichtige Erfolge
Riou wuchs in Loctudy in der Südwestbretagne (Département Finistère) auf, wo er auch heute mit Frau und Kindern lebt. Er absolvierte die Ausbildung zum professionellen Segellehrer [Brévet d’État] und arbeitete dann am Stützpunkt Concarneau der renommierten französischen Segelschule Les Glénans.
Im Jahr 2000 übernahm er die technische Vorbereitung des Bootes von Michel Desjoyeaux für die Vendée Globe, die Desjoyeaux gewinnen sollte. In der nächsten Regattaausgabe vier Jahre später ging Riou selbst auf PRB an den Start; bei der Umrundung von Kap Hoorn lag er noch hinter Jean Le Cam zurück, konnte sich jedoch auf dem Atlantik gegen ihn durchsetzen und die Regatta gewinnen.
Bei seiner ersten Teilnahme an der Transatlantik-Regatta Route du Rhum musste Riou nach einem Mastbruch aufgeben.
2008 trat Riou erneut für die Vendée Globe an. Als Jean Le Cam vor Kap Hoorn kenterte, kam ihm Riou zu Hilfe, der zu diesem Zeitpunkt in der Regattawertung Platz 4 belegte; er konnte Jean Le Cam, der 16 Stunden in seinem gekenterten Boot VM Matériaux ausgeharrt hatte, auf seine eigene Yacht PRB übernehmen, deren Mastbefestigung er dabei aber beschädigte. Eine Stunde nachdem beide Franzosen gemeinsam Kap Hoorn umrundet hatten, gab die notdürftige Reparatur nach und der Mast der PRB löste sich. Riou musste die Regatta aufgeben und wurde in den chilenischen Marinestützpunkt Puerto Williams geschleppt. Für seine Hilfeleistung an Jean Le Cam wurde Riou ehrenhalber der 3. Platz (ex-aequo) der Vendée Globe zuerkannt.
2011 gewann er mit Jean Le Cam die Wertung für zweihändige Crews beim Fastnet Race. Bei der Vendée Globe 2012/13 musste Riou aufgeben, nachdem er im Atlantik mit einer Tonne (Schifffahrtszeichen) kollidiert war. 2013 folgte im Fastnet-Rennen ein 5. Platz (wieder mit Jean Le Cam), bevor die beiden Franzosen die Transat Jacques Vabre gewannen. 2014 musste Riou bei seiner dritten Teilnahme an der Route du Rhum aufgrund technischer Probleme aufgeben. 2015 gewann er mit Sébastien Col erneut die Transat Jacques Vabre.
Bei der Vendée Globe 2016 musste Vincent Riou wegen eines Schadens am Kiel aufgeben, nachdem seine Yacht in der Nacht vom 20. auf den 21. November – ähnlich wie auf der Vendée Globe 2012 – im Südatlantik gegen ein unbekanntes Objekt gestoßen war. Zu diesem Zeitpunkt segelte Riou in der Gruppe der führenden Teilnehmer auf das Kap der Guten Hoffnung zu.

## Regattaerfolge (Auswahl)
(Quelle:)
- 2015
  - Gewinner der Zweihand-Regatta Transat Jacques Vabre mit Sébastien Col
  - Gewinner der Artemis Challenge, des Fastnet-Rennens und des Défi Azimut mit Sébastien Col

- 2013:
  - Gewinner der Transat Jacques Vabre mit Jean Le Cam
  - 5. Platz im Fastnet-Rennen in der Zweihand-Wertung mit Jean Le Cam

- 2011
  - Sieger bei der Trophée Azimut
  - Sieger im Fastnet-Rennen in der Zweihand-Wertung mit Jean Le Cam
  - Sieger in der Artemis Challenge

- 2010
  - 2. Platz in der Tour d’Espagne, mit zwei Etappen-Siegen
  - 5. Platz in der Route du Rhum (La Banque Postale)

- 2008/09: Vendée Globe: 3. Platz ehrenhalber nach der Rettung von Jean Le Cam und nachfolgendem Mastverlust

- 2004: Sieger der Vendée Globe

- 2003:
  - Teilnahme als Crewmitglied beim Calais Round Britain Race (1. Platz) und beim Fastnet-Rennen (2. Platz)
  - 4. Platz bei der Transat Jacques Vabre mit Jérémie Beyou
  - 2. Platz beim Défi Atlantique (Einhand-Transatlantik-Regatta von Salvador da Bahia nach La Rochelle)
  - Navigator auf dem Trimaran Géant (u. a. 2. Platz beim Grand Prix de Lorient, 3. Platz beim Grand Prix de Fécamp)

- 2002:
  - 4. Platz bei der Transat AG2R mit Eric Drouglazet
  - 4. Platz bei der Solitaire du Figaro
  - Routeur von Michel Desjoyeaux bei dessen Sieg der Route du Rhum

- 2001:
  - Saison auf dem Mehrrumpfboot Bonduelle unter Skipper Jean Le Cam (1. Platz im Grand Prix de Cagliari)
  - 8. Platz auf der Transat Jacques Vabre mit dem Schweizer Skipper Bernard Stamm

- 2000: Technische Vorbereitung der 60-Fuß-Regatta PRB für Michel Desjoyeaux für dessen Sieg bei der Vendée Globe

- 1999: Französischer Meister auf dem Figaro für Crews

- 1998: Französischer Meister auf der First Class 8

- 1997: Französischer Meister auf der First Class 8

- 1996
  - 1. Platz im mini Fastnet
  - Französischer Meister auf der First Class

- 1994
  - 2. Platz in der Tour de France à la Voile, Kategorie Amateur
  - 1. Platz im championnat de France de Match Racing

## Belege
1. 1 2 3  eigene Angaben auf: Le palmarès (Memento des Originals vom 16. September 2016 im Internet Archive)  Info: Der Archivlink wurde automatisch eingesetzt und noch nicht geprüft. Bitte prüfe Original- und Archivlink gemäß Anleitung und entferne dann diesen Hinweis. Internetpräsenz von Riou: sport.prb.fr (abgerufen am 10. September 2016)
2. ↑  Vincent Riou in: Ces Marins célèbres qui font honneur aux Glénans. (Seite nicht mehr abrufbar, festgestellt im Mai 2019. Suche in Webarchiven)  Info: Der Link wurde automatisch als defekt markiert. Bitte prüfe den Link gemäß Anleitung und entferne dann diesen Hinweis. Beitrag von Vincent Riou in der Glénans-Veröffentlichung Le Courrier des Glénans No. 74 (frz.; PDF-Datei; abgerufen am 29. Dezember 2010)
3. 1 2  Vincent Riou. PRB. (Portrait) (Memento des Originals vom 15. September 2016 im Internet Archive)  Info: Der Archivlink wurde automatisch eingesetzt und noch nicht geprüft. Bitte prüfe Original- und Archivlink gemäß Anleitung und entferne dann diesen Hinweis. Skipper-Portraits der 2016er-Ausgabe auf den Internetseiten der Vendée Globe (abgerufen am 10. September 2016)
4. ↑  Bob Fisher (8. Januar 2009). Le Cam's rescue boat loses mast near Cape Horn. The Guardian (abgerufen am 10. September 2016)
5. ↑  Quellenangabe für Teile oder den ganzen Artikel auf vendeeglobe.org: communiqué PRB (22. November 2016). Actualités. Vincent Riou (PRB) abandonne ! (abgerufen am 21. Januar 2017)

| Personendaten    | Personendaten                     |
| ---------------- | --------------------------------- |
| NAME             | Riou, Vincent                     |
| KURZBESCHREIBUNG | französischer Segler              |
| GEBURTSDATUM     | 9. Januar 1972                    |
| GEBURTSORT       | Pont-l’Abbé, Bretagne, Frankreich |